# Garding
Garding er en by i det nordlige Tyskland under Kreis Nordfriesland i delstaten Slesvig-Holsten. Byen er beliggende midt på halvøen Ejdersted i det sydvestlige Sydslesvig. Garding har i dag en central funktion for hele Ejdersted.
Garding kommune samarbejder på administrativt plan med andre kommuner på Ejdersted i Ejdersted kommunefælleskab (Amt Eiderstedt).
Garding opstod allerede i 1100-tallet, hvorfra munkestenskirken stammer; den blev senere opkaldt efter Christian 1. (Christianskirken). Historikeren Theodor Mommsen kom fra Garding.
En dansk skole under Dansk Skoleforening for Sydslesvig blev oprettet i Garding i 1946. Garding danske Skole skiftede i 2000 navn til Vestejdersted danske Skole efter sammenlægning med skolerne i Follervig (Vollerwiek) og Sankt Peter. Den blev senere omkr. 2014 sammenlagt med Uffe-Skolen i Tønning.

## Historie
I Kong Valdemars Jordebog fra 1231 blev Garding Herred (Everschop) nævnt som Giaethningheret.
I Garding Sogn lå kongeligt arvegods, som hertug Otto af Brunsvig (dattersøn af Valdemar den Store) solgte til sin onkel grev Gerhard af Holsten den 8. september 1297. Salget stadfæstedes år 1300 af kong Erik Menved.
Byen led meget i 1415 under den såkaldte ditmarskerfejde. I 1466 blev afholdt et møde i Garding kirke med repræsentanter fra de ejderstedske trelande, som her vedtog en ny landsret.
Ved delingen i 1544 endte Garding i den gottorpske del. I 1572 havde byen allerede en borgmester, og i 1575 fik den af hertug Adolf flere privilegier, herunder ret til at holde et ugentligt marked om tirsdagen, men egentlige købstadsrettigheder fik Garding først den 12. oktober 1590.
I 1612 blev der gravet en kanal for at fremme byens handel og skibsfart.
Befolkningsudvikling: i 1769 havde byen 938 indbyggere, i 1803 985 indbyggere, 1835 1.365, 1840 1.424, 1845 1.526, 1855 1.580 og 1860 1.656 indbyggere.
De hjemmehørende handelsskibes antal og læstedrægtighed fremgår af nedenstående tabel:
| År   | Antal | kmcl |
| ---- | ----- | ---- |
| 1832 | 1     | 2½   |
| 1833 | 1     | 3    |
| 1834 | 1     | 3    |
| 1835 | 1     | 3    |
| 1836 | 1     | 3    |
| 1837 | 1     | 3    |
| 1838 | 1     | 3    |
| 1839 | 1     | 3    |

Byen havde omkring midten af 1800-tallet kun en beskeden handel med udlandet, idet ind- og udførsel overvejende skete gennem andre byer. Antallet af hjemmehørende skibe udgjorde i 1861 blot 3 med 15 kommercelæster. De vigtigste udførselsvarer var havre (i 1860: 783 tønder) og raps (726 tønder). Skibsfarten i 1861 var i indenrigsk fart: indgået 427 skibe på 2.284¼ kommercelæster, udgået 427 skibe med 2.229 kommercelæsters drægtighed. I udenrigsk fart: indgået 4 skibe på 44¾ kommercelæster, udgået 5 skibe på 85¾ kommercelæsters drægtighed.
Byen havde 2 tobaksfabrikker. I byen blev afholdt 2 krammarkeder i slutningen af februar og midten af juni, 4 kvægmarkeder i slutningen af oktober og begyndelsen af november.
Byen havde en magistrat bestående af en borgmester og 4 rådmænd. Af andre embedsmænd fandtes en havnekasserer, en regnskabsfører for "das Gasthaus", 2 "digediger" der tillige var vejopsynsmænd, 4 kvartermænd og 1 lægdsmand. Byen havde sprøjtehus, fattighus, vægterbolig, apotek, postvæsen med postekspeditør, telegrafstation, sparekasse. Byen havde en håndværkerforening.